# Performance (álbum)
Performance es el tercer álbum de Astrud. Fue lanzado el 7 de diciembre de 2004 por la compañía discográfica Sinnamon Records.
El álbum está formado por once canciones, en las que varias de ellas cuentan con los coros y el piano de Claudia Gonson de The Magnetic Fields.

## Lista de canciones
1. Masaje - 5:03
2. Todo nos parece una mierda. - 3:40
3. Caridad  - 3:12
4. CD - 3:30
5. Al futuro - 2:30
6. He vuelto - 3:20
7. Quedamos así - 2:33
8. Soy futbolista - 3:33
9. Vamos a un bar - 3:01
10. Me desdigo - 4:14
11. Todo da lo mismo - 6:50

- Datos: Q6072395